# Сергиевский (муниципальный округ Егорьевск)
Сергиевский — посёлок в муниципальном округе Егорьевск Московской области России .

## География
Посёлок Сергиевский расположен в северо-западной части муниципального округа Егорьевск, примерно в 10 километрах к югу от города Егорьевск. По юго-западной окраине деревни протекает река Покровка [уточнить]. Высота над уровнем моря 163 метра.

## История
В XIX веке на территории посёлка находился Сергиевский погост (село Ивановское) с двумя церквями — Иконы Божией Матери Тихвинская и Сергия Радонежского. После 1861 года село вошло в состав Троицкой волости Егорьевского уезда.
В 1926 году посёлок входил в Михалевский сельсовет Колычёвской волости Егорьевского уезда.
До 1994 года посёлок входил в состав Колычевского сельсовета Егорьевского района, а в 1994—2006 годы — Колычевского сельского округа.
Входит в состав городского поселения Егорьевск.

## Демография
В 1885 году в селе проживало 19 человек, в 1905 году — 23 человека (10 мужчин, 13 женщин); в 1926 году в посёлке проживало — 17 человек (10 мужчин, 7 женщин). По переписи 2002 года — 114 человек (46 мужчин, 68 женщин). Население — 99 человек (2010).
| 1859 | 1868 | 1885 | 1905 | 1926 | 2002 | 2006 |
| ---- | ---- | ---- | ---- | ---- | ---- | ---- |
| 36   | ↗41  | ↘19  | ↗23  | ↘17  | ↗114 | ↗116 |
| 2010 |      |      |      |      |      |      |
| ↘99  |      |      |      |      |      |      |